# Circuit des Ardennes
Der Circuit des Ardennes (französisch: Rundreise durch die Ardennen) ist ein Straßenradrennen im Nordosten Frankreichs für Männer.
Die Rundfahrt führt durch das Département Ardennes in den französischen Ardennen. Erstmals wurde das Rennen 1930 ausgetragen. Danach fand es 20 Jahre nicht statt und war von 1951 bis 1958 ein Profirennen und von 1959 bis 1963 ein Amateurrennen. Die nächsten 13 Jahre war wieder Austragungspause. Anschließend war die Rundfahrt von 1977 bis 1988 wieder ein Rennen für Amateure. Nach weiteren elf Jahren ohne Rennaustragung, wurde es von 2000 bis 2004 für Fahrer der Kategorie Elite 2 veranstaltet. Seit 2005 ist es Teil der UCI Europe Tour und in der UCI-Kategorie 2.2.

## Palmarès
- 2025  Brady Gilmore
- 2024  Joseph Blackmore
- 2023  Mathias Bregnhøj
- 2022  Lucas Eriksson
- 2021  Lucas Eriksson
- 2020 keine Austragung
- 2019  Alexander Kamp
- 2018  Anthony Maldonado
- 2017  Jhonatan Narvaez
- 2016  Olivier Pardini
- 2015  Evaldas Šiškevičius
- 2014  Łukasz Wiśniowski
- 2013  Riccardo Zoidl
- 2012  Marek Rutkiewicz
- 2011  Gianni Meersman
- 2010  Michail Antonow
- 2009  Dimitri Champion
- 2008  Jan Bakelants
- 2007  Jérôme Coppel
- 2006  Sergei Kolesnikow
- 2005  Florian Morizot
- 2004  Eduard Worganow
- 2003  Thomas Lövkvist
- 2002  Nicolas Dumont
- 2001  Cédric Loué
- 2000  Jérôme Desjardins
- 1989–1999 keine Austragung
- 1988  Dimitri Schdanow
- 1987  Laurent Pillon
- 1986  Roman Kreuziger
- 1985  Mario Hernig
- 1984  Heinz Imboden
- 1983  Bruno Wojtinek
- 1982  Milan Jurčo
- 1981  Michal Klasa
- 1980  Zdeněk Bartoníček
- 1979  Daniel Leveau
- 1978  Daniel Yon
- 1964–1976 keine Austragung
- 1977  Christian Calzati
- 1963  Marcel Hocquaux
- 1962  John Geddes
- 1961  Noël Chavy
- 1960  André Geneste
- 1959  Robert Pallu
- 1958  Bruno Modenese
- 1957  Edouard Delberghe
- 1956  Bruno Modenese
- 1955  Eugène Tamburlini
- 1954  Louis Deprez
- 1953  Albert Platel
- 1952  André Geneste
- 1951  Jacques Michel
- 1931–1950 keine Austragung
- 1930  Albert Barthélémy